# 坎波基亚罗
坎波基亚罗（義大利語：Campochiaro），是意大利坎波巴索省的一个市镇。总面积35平方公里，人口649人，人口密度18.5人/平方公里（2009年）。ISTAT代码为070007。